# 松江美季
松江 美季（まつえ みき、1973年7月17日 - ）、本名マセソン美季は、日本のアイススレッジスピードレース選手。

## 経歴
小学校、目黒区立東山中学校では水泳に、東京都立駒場高等学校では柔道に打ち込んだ。しかし1993年、東京学芸大学1年のとき居眠り運転をしていたダンプカーにはねられる交通事故で脊髄を損傷し下半身不随となった。1995年に車いす陸上競技に出会い、アイススレッジ・スピードレースを始めると1997年の長野パラリンピックプレ大会で3種目で2位に入り、1998年の長野パラリンピックで金メダル3個、銀メダル1個を獲得した。1500mでは世界新記録を更新。東京ハーフマラソンでは1999年、車椅子の部で優勝している。
東京学芸大学卒業後、イリノイ州立大学へ留学し障害者スポーツ指導を学ぶ。2001年、長野パラリンピックで出会ったカナダのアイススレッジホッケー選手のショーン・マセソン と結婚、後にカナダの永住権を獲得すると2004年に長男を、その後、次男を出産し、現在はオタワで暮らしている。
2016年1月から日本財団パラリンピックサポートセンター勤務。2016年6月28日、ジュネーブで開かれた国連人権委員会の会議に出席、スポーツには意見の異なる人々や国々を一つにまとめる力があり、人々の共通理解を高める助けになるとスピーチをした。2017年高知県スポーツ振興県民会議の生涯スポーツ推進部会員。
2016年5月より日本経済新聞でコラムを連載。
2021年8月24日に行われた東京パラリンピックの開会式では日本国旗を運ぶベアラーを務めた。

## 受賞
1998年　毎日スポーツ人賞の感動賞

### 自著
- 松江美季「〈パラリンピック金メダリストの夢〉両腕で走り抜いた氷のトラック 松江美季」『婦人公論』第83巻第8号、中央公論新社、1998年5月22日、66-69頁、OCLC 5178918851。
- 松江美季「〈障害者への偏見〉私も持っていた」『現代』第32巻第5号、講談社、1998年5月、148-149頁、OCLC 5178918851。
- 松江美季、久石譲、ドリアン助川「〈人間の祭典〉がのこしたもの—パラリンピックから21世紀が始まる」『広告』第39巻第3号、内外通信社博報堂、1998年6月、56-65頁、OCLC 5181264129。
- 松江美季「障害を持って知ったスポーツの魅力—長野パラリンピックに参加して」『体育科教育』第46巻第9号、大修館書店、1998年6月、78頁、ISSN 0913-3933。
- 松江美季（著）、自動車交通局保障課（編）「キャンペーン」『トランスポート』第48巻10（通号566）、運輸振興協会、1998年10月、66-67頁、ISSN 1342-520X、OCLC 835714626。
- 「女子 500m クラスでは松江美季選手 (東京都) が優勝」『徳島年鑑』Part 1、徳島新聞社、1998年、233頁。
- 山下浩ー (撮影)（著）、パド・ウィメンズ・オフィス（編）「毎日スポーツ人賞感動賞　松江美季／新人賞を受けたマラソンの高橋尚子(右)と感動賞の松江美季」『月刊女性情報 : 切り抜き情報誌』第154-156号、1998年、238-240頁。
- 松江美季「まさか・・・が自分に起きたとき」『トランスポート』第49巻9（通号577）、運輸振興協会、1999年10月、62-63頁、ISSN 1342-520X。
- マセソン美季（著）、「月刊社会教育」編集委員会（編）「障害者スポーツ考」『月刊社会教育』第54巻第10号、国土社、2010年10月、37-43頁、OCLC 5610708356。

### その他
- 松江美季、光風治 (原作)、小塚敦子 (画)『き・せ・き松江美季 : 長野パラリンピック金メダルドキュメンタリー・コミック』「You」特別編集、集英社、1998年。ISBN 4087820246。OCLC 674437261。
- 鳥飼新市『松江美季 : はばたけ車いすアスリート』旺文社〈素顔の勇者たち〉、2000年。ISBN 9784010724972。OCLC 675685905。
- 『まつえ-みき【松江美季】』日本人名大辞典; NetAdvance Inc.、2015年。OCLC 5610708356。
- マセソン美季（著）、「月刊社会教育」編集委員会（編）「インタビュー マセソン美季さんに聞く—スポーツを通してインクルーシブな社会を創る」『月刊社会教育』第61巻第5号、国土社、2017年5月、12-18頁、ISSN 0287-2331、OCLC 5610708356。

## エピソード
リオデジャネイロ・パラリンピックでテニスの試合を観戦していた時に、通訳ボランティアと一緒にやってきたブラジル人の男性が、松江の乗る車いすを「押しましょうか」と声をかけてきた。しかし松江は、2回あったその申し出を2回とも断った。男性は、せっかく自分が行っていた建設作業で作ったスロープを使う人たちに不自由な思いをさせたくないと、英語で「押しましょうか」と言えるように勉強したそうであるが、この時すでにパラリンピック選手ではなく普通の障害者であった松江との出会いで「押してあげる」ことが大切なのではなくて、「その人が『やりたい』ことを見守り、必要な時だけ手を貸すことが本当の障害者理解なんだ」と気がついたという。

## 関連書籍
- 『き・せ・き 松江美季―長野パラリンピック金メダルドキュメンタリー・コミック』（1998年7月、集英社）
- 鳥飼新市『｢松江美季―はばたけ車いすアスリート』（2000年12月、旺文社）